# Pozoantiguo (kommunhuvudort)
Pozoantiguo är en kommunhuvudort i Spanien.   Den ligger i provinsen Provincia de Zamora och regionen Kastilien och Leon, i den centrala delen av landet, 190 km nordväst om huvudstaden Madrid. Pozoantiguo ligger 714 meter över havet och antalet invånare är 293.
Terrängen runt Pozoantiguo är platt. Runt Pozoantiguo är det glesbefolkat, med 17 invånare per kvadratkilometer. Närmaste större samhälle är Toro, 8,8 km söder om Pozoantiguo. Trakten runt Pozoantiguo består till största delen av jordbruksmark.